# 30336 Zhangyizhen
30336 Zhangyizhen è un asteroide della fascia principale. Scoperto nel 2000, presenta un'orbita caratterizzata da un semiasse maggiore pari a 2,5676405 UA e da un'eccentricità di 0,1382488, inclinata di 4,39769° rispetto all'eclittica.